# Lycioides mohavensis
Lycioides mohavensis är en insektsart som beskrevs av Ball 1931. Lycioides mohavensis ingår i släktet Lycioides och familjen dvärgstritar. Inga underarter finns listade i Catalogue of Life.